# بلاستيسين

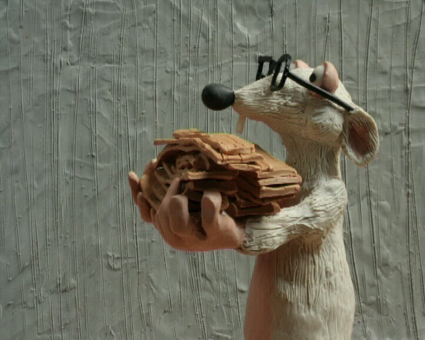
عمل فني من البلاستيسين

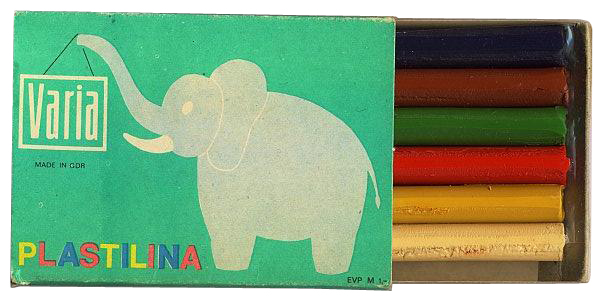
علبة عيدان البلاستيسين الملونة

البلاستيسين مادة لدائنية يتكون من املاح الكالسيوم والفازلين ومركب أليفاتي واسم البلاستيسين مسجل كعلامة تجارية باسم شركة (Flair Leisure Products). يستخدم البلاستيسين بصورة واسعة كطين اصطناعي لتشكيل الدمى.

## التاريخ
صنع البلاستيسين أول مرة بيد معلم الفنون وليم هاربوت عام 1897.الذي اراد مادة طينية غير قابلة للجفاف لطلاب النحت لديه.وعلى الرغم من ان تركيبة البلاستيسين ماتزال سرية الا انه عموماً يتألف من املاح الكالسيوم (خصوصاً كاربونات الكالسيوم), الفازلين، مركب أليفاتي خصوصاً حمض الشمعيك ويتصف البلاستيسين بانه مادة غير سامة معقمة طرية قابلة للتشكيل ولاتجف عندما تتعرض للهواء (عكس المنتجات الأخرى المشابهة بالشكل المصنعة من مواد مختلفة كالطحين والماء والملح) ولايمكن ان يتحجر بتعريضه للنار بل يذوب وحتى يحترق بتعريضيه لدرجات حرارة اعلى. .
منح البلاستيسين برأة الاختراع عام 1899 وبدأ الإنتاج الفعلي عام 1900 بمعمل بمدينة باثمبتون بانكلترا.ومنحت الصيغة المحسنة منه برأة الاختراع عام 1915. البلاستيسين الاصلي كان رصاصي اللون لكن المنتج التجاري طرح أول مرة باربع الوان. تطورالإنتاج فيما بعد لطرح الوان أكثر اشراقاً. ولاقى البلاستيسين شعبية كبيرة لدى الأطفال واستخدم على نطاق واسع في المدارس لتعليم الفنون.

## منتوجات مشابهة
صنع في ألمانيا مادة مشابهة تسمى البلاستيلين عام 1880 بواسطة فرانز كوالب وهذا المنتج مازال يباع لحد الآن ويعرف باسم بلاستيسين ميونخ: وفي إيطاليا انتج منتوج باسم بونكو وطرح باسم بلاستيلينا ويتشارك معظم الصفات مع البلاستيسين.

## الاستعمالات

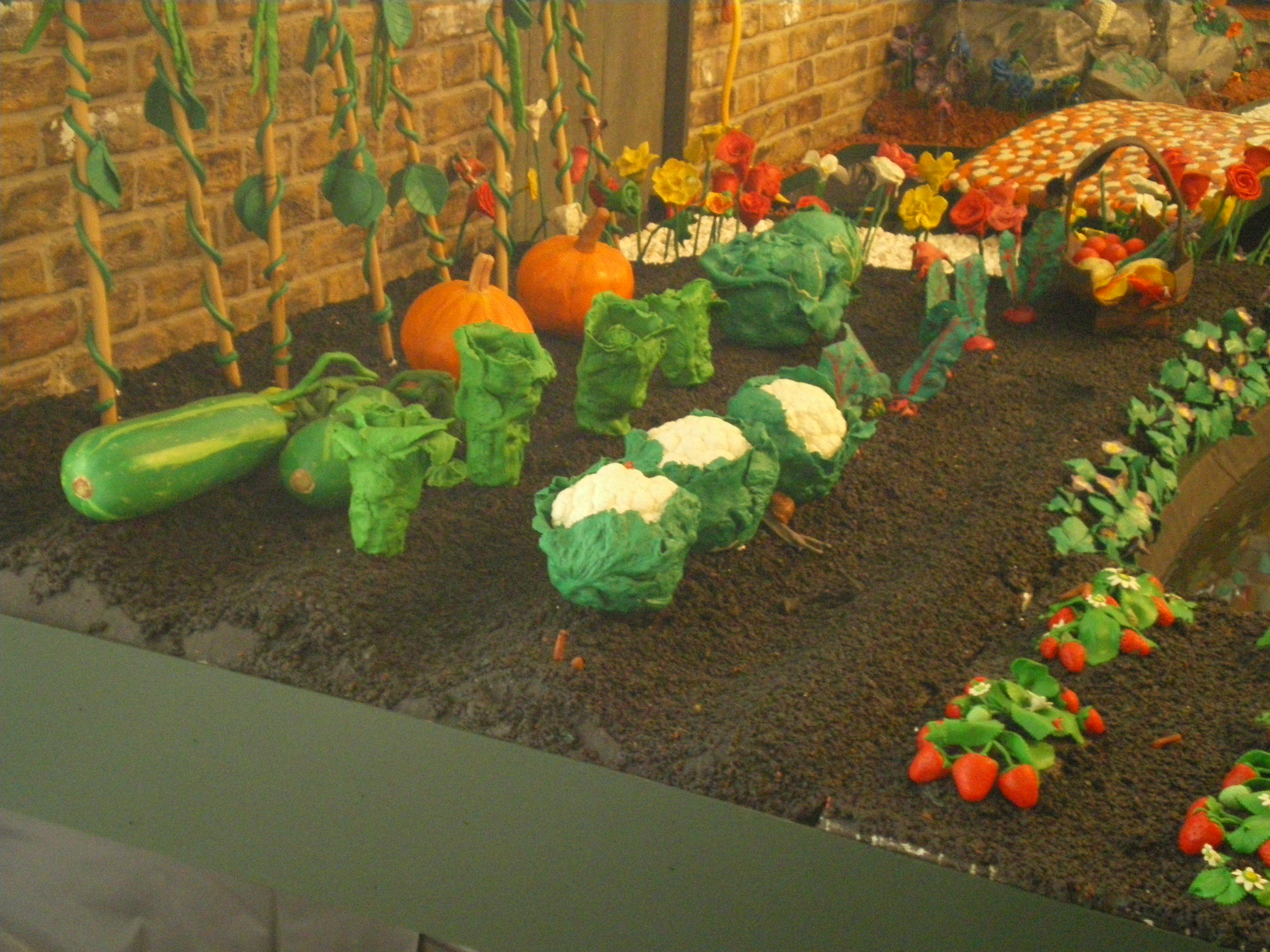
جنة البلاستيسين

يستخدم البلاستيسين في أفلام ومسلسلات الطين المتحرك (clay animation) ومن الأعمال البارزة سسلسلة أفلام المخرج نيك بارك من إنتاج استوديوهات (اردمان انيميشن)الذي استخدم شخصيات مصنوعة من البلاستيسين وهي سلسلة الأفلام القصيرة الحائزة على جائزة الاوسكار (والس اند غروميت)واولها فيلم (كراند دي اوت) عام 1989, وفيلم (ذا رونغ تروجرز) عام 1993, وفيلم (كلوس شيف)عام 1995, وفيلم (ذا كارس اوف ذا وير رابت)عام 2005 .ويستخدم البلاستيسين في صناعة الألعاب مثل لعبة كرانيوم ولعبة بارباروسا.
في العام 2009 اجتمع مقدم البرامج التلفزيونية الشهير جيمس ماي والنحاتة البريطانية (جين ماك ادم فرويد) وحوالي 2000 شخص اخرين في معرض تشلسي للزهور لعمل حديقة كاملة من مادة البلاستيسين وسميت الحديقة (جنة البلاستيسين) واستغرق العمل 6 اسابيع و2,6 طن من البلاستيسين و24 لون لاكمال هذا العمل.. وجنة البلاستيسين معلم مشهور ويزار بكثرة وهو حائز على جائزة جمعية البستنة الملكية.
ويستخدم البلاستيسين في الألعاب الرياضية ففي مسابقات القفز الطويل والقفز الثلاثي يوضع خط من البلاستيسين بعرض 10 سم خلف خط الإقلاع فاذا ترك اللاعب اثر على الخط اعتبرت المحاولة مخالفة ولاتحتسب.

## اقرأ ايضاً
- بلي-دو
- سكالبي